# Kanlıtaş, Refahiye
Kanlıtaş là một xã thuộc huyện Refahiye, tỉnh Erzincan, Thổ Nhĩ Kỳ. Dân số thời điểm năm 2010 là 63 người.